# Banda do Canecão
Banda do Canecão foi uma banda brasileira formada em 1967. O conjunto foi reunido para a cerimônia de inauguração da casa de shows Canecão, mas acabou tão bem aceito no meio musical que assinou contrato com a gravadora PolyGram, lançando, até 1985, cerca de 20 álbuns ao vivo.

## Discografia parcial
- 1967 – A Banda do Canecão
- 1968 – A Banda do Canecão n° 2
- 1968 – A Banda do Canecão n° 3
- 1969 – A Banda do Canecão n° 4
- 1969 – Big Banda do Canecão n° 5
- 1970 – Big Banda do Canecão n° 6
- 1971 – Big Banda do Canecão n° 7
- 1972 – Big Banda do Canecão n° 8
- 1973 – Carnaval In Rio
- 1974 – 100 Anos de Carnaval
- 1975 – Carimbó Sirimbó